# Жан-Батист Пігаль
Жан-Бати́ст Піга́ль (фр. Jean-Baptiste Pigalle; 26 січня 1714, Париж — 22 серпня 1785, Париж) — французький скульптор 18 століття. На його честь названа площа та квартал в Парижі.

## Життєпис. Ранні роки
Походить з паризького ремісничого нешляхетного середовища. Його батько різав скульптури. Добру освіту отримати не міг, художню освіту опановував під керівництвом Р. Лелоррена та Ж.-Б. Лемуана. Аби бути успішним скульптором в тогочасному Парижі, цього навчання було недостатньо. Була потрібна подорож до Італії для вивчення давньоримського творчого спадку, до Риму, відомого художнього центру Західної Європи.

## В Італії
Пігаль перебував в Римі три роки (1736–1739). Певною мірою він і засвоїв там стилістику новомодного класицизму, про що свідчить скульптура «Меркурій поправляє сандалію», теракота, виконана ще в Італії. Твір в Парижі знайшли достатньо художнім і 1744 року Пігаль отримав звання академіка. Так для сина ремісника відкрилась можливість зробити художню кар'єру.
Він брався за всі жанри, аби розвинути і виявити всі знання, отримані в майстернях скульпторів і в роки перебування в Римі. Серед продукції Пігаля-скульптора — садово-паркова скульптура і декоративні вази, погруддя, скульптури для церкви (фігура Мадонни для церкви Ветеранів воєн (Інвалідів за термінологією тої доби).

## Меценатство маркізи де Помпадур
На молодого скульптора, що повернувся з Риму, звернула увагу маркіза де Помпадур, некоронована володарка Франції. Дивним чином Пігаль погано укладався в стилістику грайливого рококо, яке діяльно підтримувала і Помпадур. Але замову на погруддя маркізи він отримав.

## Погруддя Помпадур

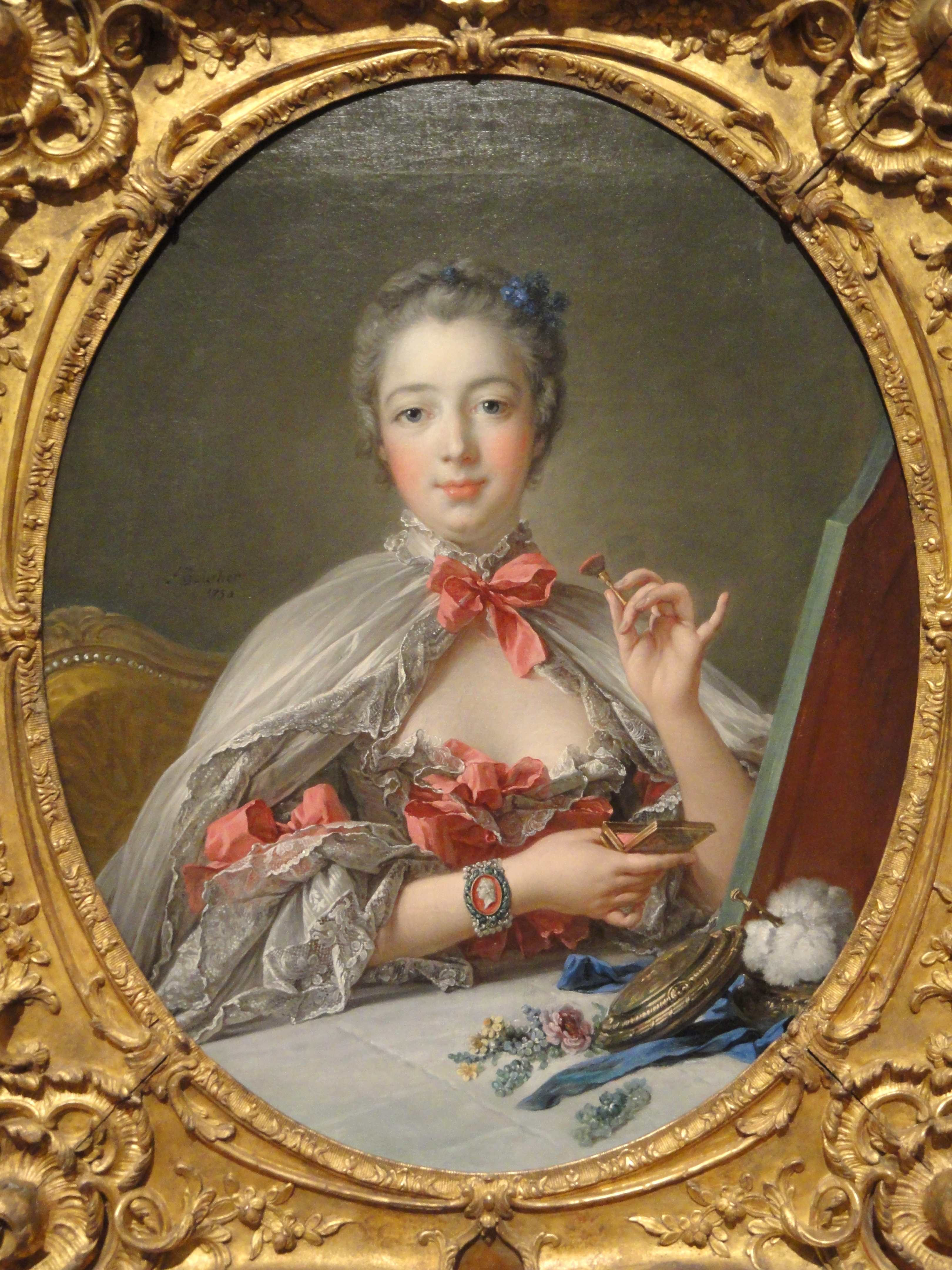
Худ. Буше. «Маркіза де Помпадур»

Маркізі було близько тридцяти, вона хворіла на туберкульоз, який тоді не лікували. Хворобливість і втрачання зовнішньої привабливості ретельно прикривали постійний макіяж і розкішні сукні. Збереглося декілька портретів могутньої маркізи. Але кожний з художників подавали її тільки молодою, привабливою, усміхненою, бо добре знали про залізні пазури коханки короля і жінки, здатної бути безжальною з власними супротивниками чи критиками. Компліменти в портретах і ідеалізація її зовнішності забезпечували художникам безпеку.
Реалістично відтворити зовнішність маркізи (малий ротик, ніс як у качки, підозрілий погляд) наважився тільки Латур, але навіть він намагався зробити маркізу зовнішньо привабливою. Пігаль, схильний до реалізму без ідеалізації, пішов ще далі. Погруддя маркізи у Пігаля — це невдала спроба укластися в стилістику рококо: оголені плечі, тонка шийка і ті ж тонкі губи, ніс як у качки, підозрілий погляд. Навіть щільна зачіска з квіткою і сміливо оголені плечі мало що поміняли в непривабливому образі. Власну неспроможність зробити з непривабливої жінки — граційну німфу, ймовірно, визнавав і сам скульптор. Привабливість образу зменшувала і безбарвність самого скульптурного матеріалу. Характерно, що він не брався за жіночі погруддя, вони одиничні в його творчості.
Вдалішими були садово-паркові скульптури Пігаля. Світом розійшлися «Амури, що борються за серце». Скульптор вдало передав завзятий двобій двох малих хлоп'ят, один з яких намагався вдарити людське серце, а інший кинувся його боронити. Скульптура відома і в бронзі, і численних мармурових копіях.

## Спілкування з Вольтером і монумент королю
Пігаль мимоволі спілкувався з Вольтером, авторитет якого не можна було проігнорувати. Так, у 1763 році він звернувся до уславленого письменника, аби той створив панегіричний напис на постаменті зі скульптурою короля. Скульптор пояснив, що барокова традиція монумента з закутими рабами нагадує йому про тирана, а він не хоче подавати короля — тираном. Алегорії будуть, але вони будуть штучно винайденими — це «М'якість правління» та «Народна Задовільність». Для фігури «Народна Задовільність» скульптор використав власне обличчя. «Задовільність» вийшла у вигляді фігури немолодого громадянина з похмурим і зморшкуватим обличчям. Критики знайдуть «Задовільність» натуралістичною, а творчу манеру скульптора — позбавленою розвиненої уяви і схильності до ідеальних образів.

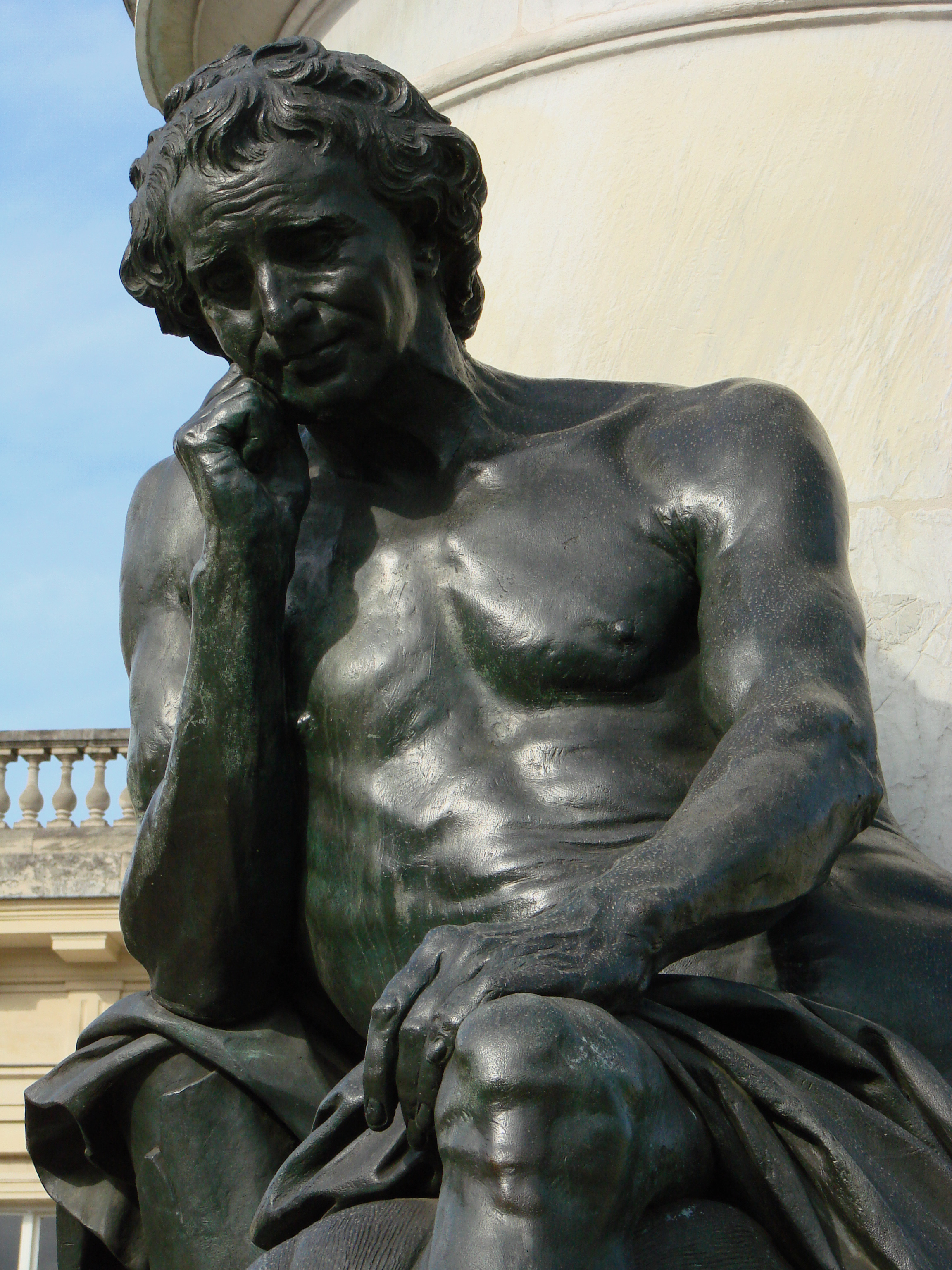
Алегорія «Народна Задовільність» (автопортрет скульптора)
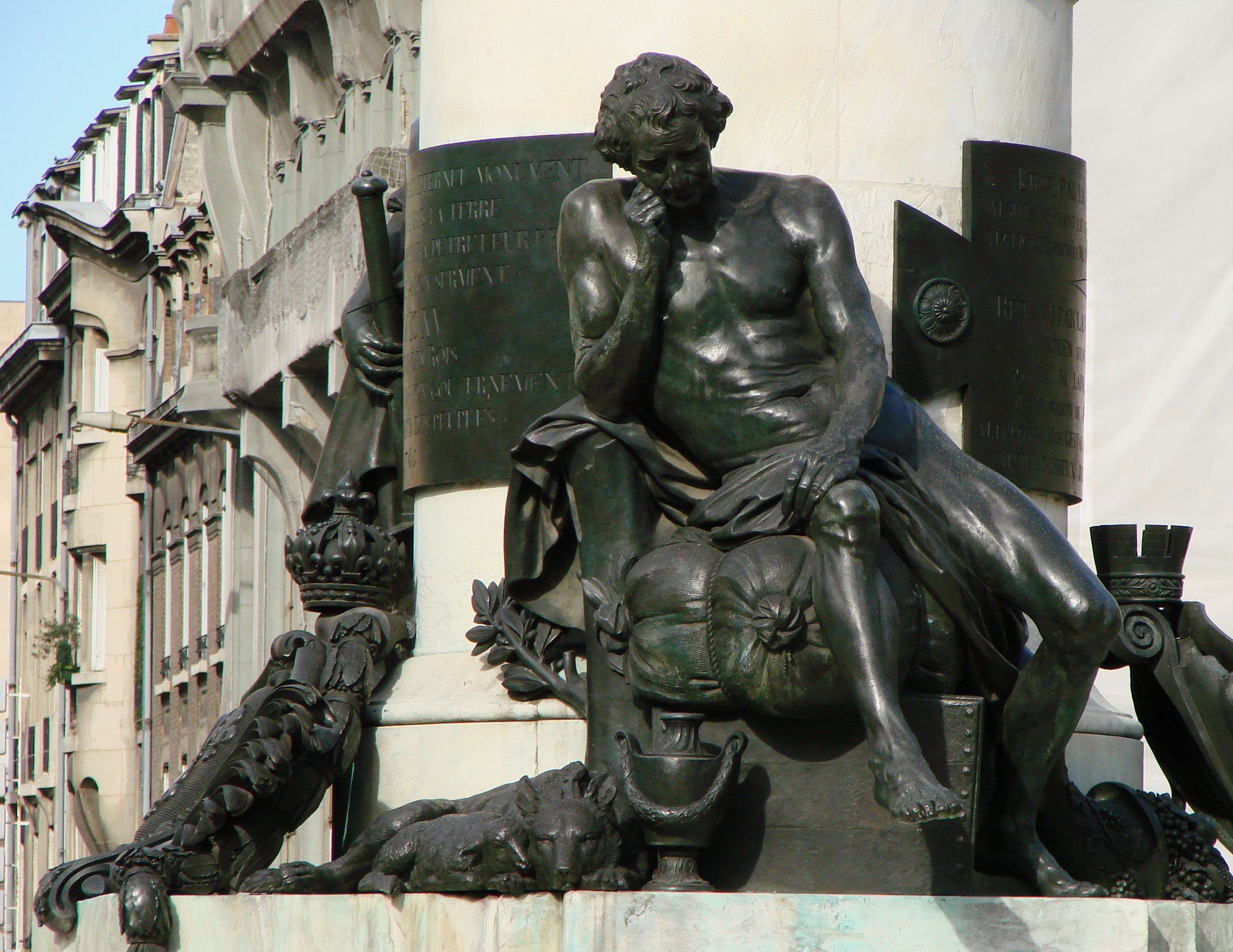
Загальний вигляд фігури
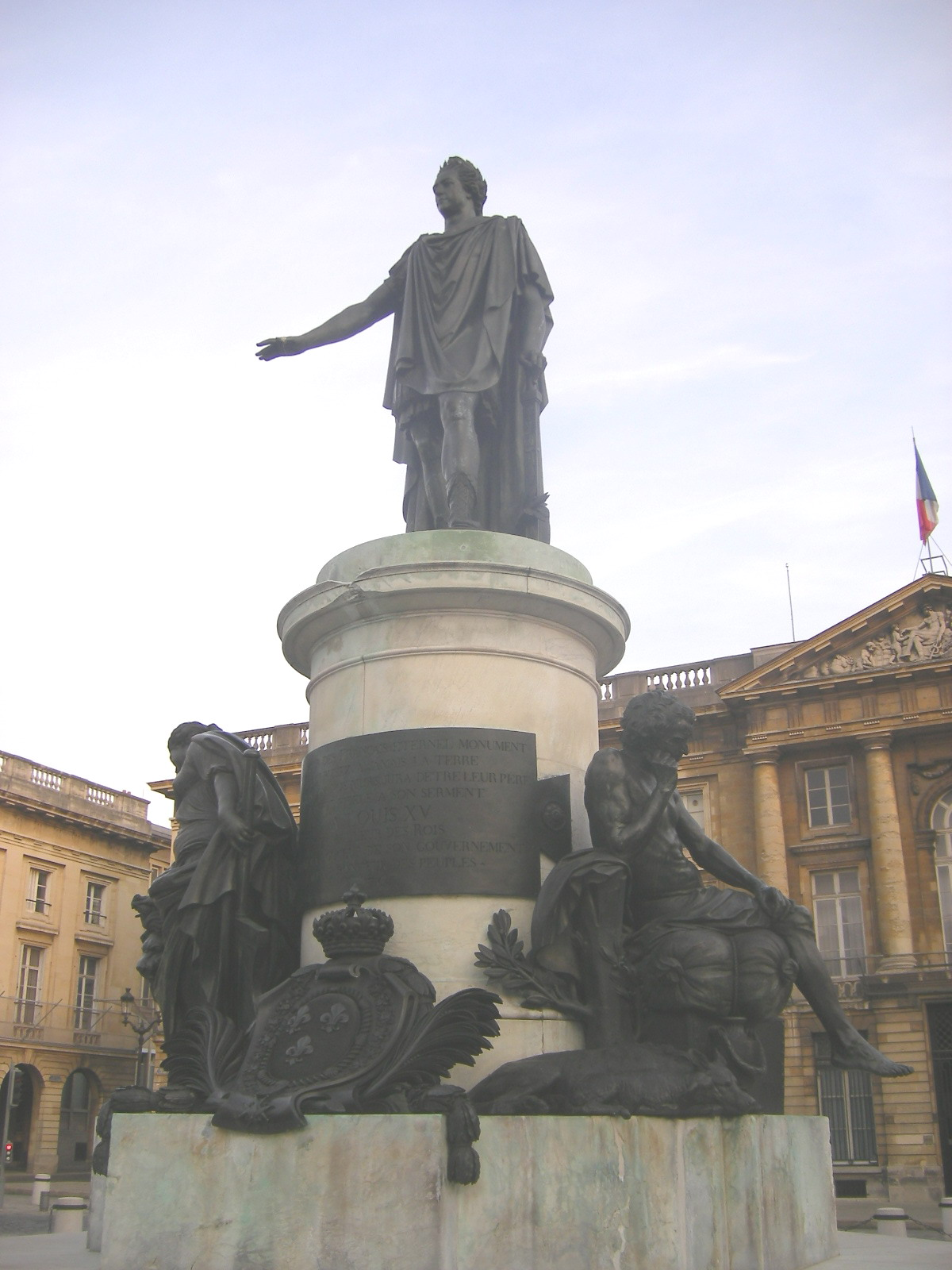
Монумент королю Франції Луї XV в Реймсі
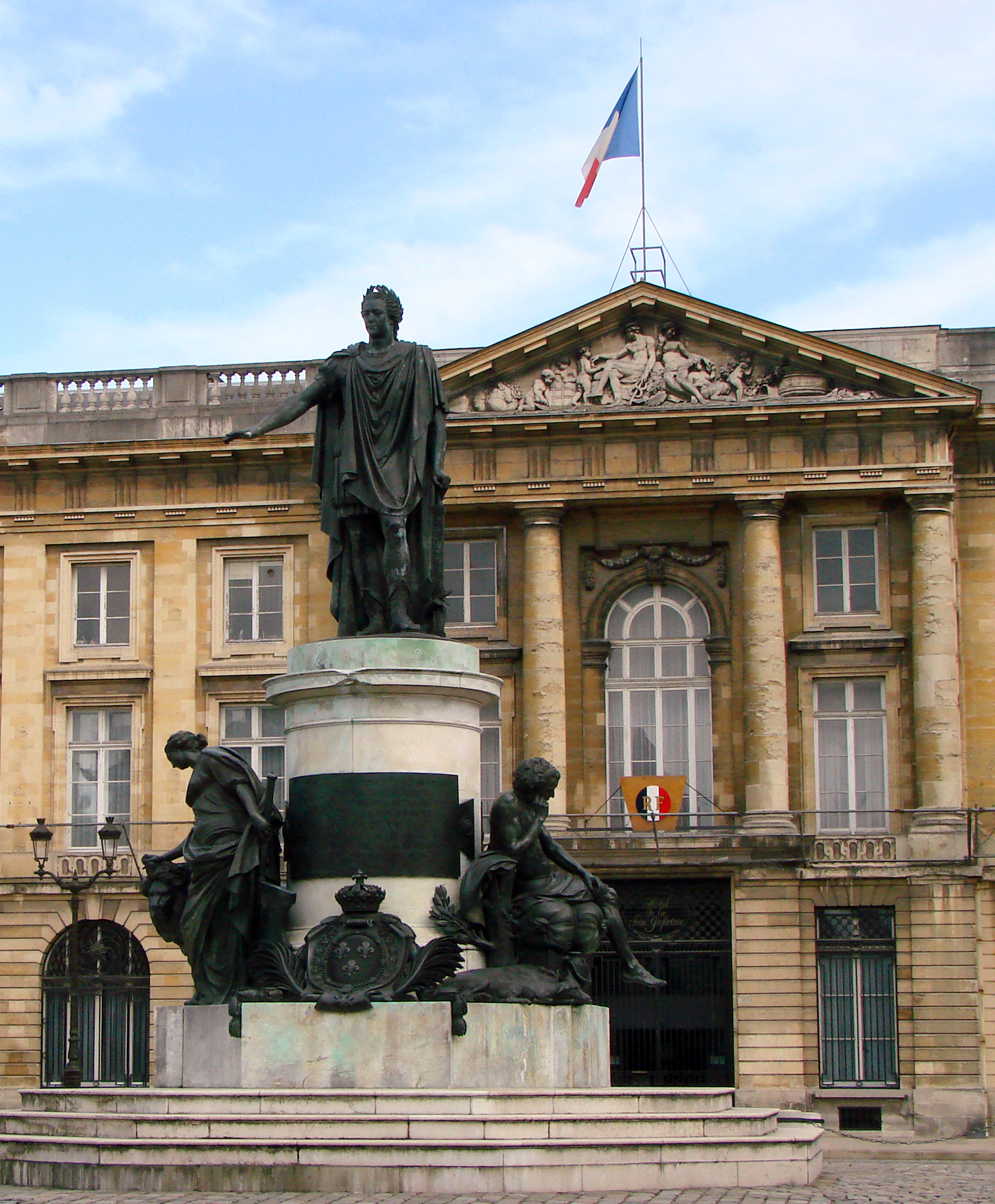
Монумент на Королівській площі Реймса

Влітку 1770 року Пігаль мав сеанси позування у Вольтера. Шляхетне товариство в Парижі забажало мати його прижиттєве погруддя, зібрало гроші, дало заяву на створення — Пігалю. Вольтер скептично поставився до позування, хворів, був неспокійним. Йому було сімдесят чотири. Сеанси були короткими, бо Вольтер диктував чергові відповіді на листи, а скульптор прохав письменника читати «Орлеанську діву», аби побачити в зморшкуватому обличчі письменника натхнення. Вольтера це не могло не дратувати. Старість хворобливого Вольтера не була привабливою, але все це Пігаль переніс і в його погруддя.

## Оголений Вольтер
Посилення позицій класицизму в мистецтві Франції в середині 18 століття навернула митців і до античної оголеності. Оголеність і раніше була притаманна міфологічним чи історичним персонажам доби французького бароко і рококо. Оголеність античного героя в портретну скульптуру Вольтера спромігся перенести і Пігаль, бо «героїчна оголеність» ставала престижною модою. Аби не відриватись від натури, Пігаль запросив позувати старого солдата, ветерана Семирічної війни, худорлявого, чимось схожого старечою статурою з вольтерівською. До того ж, скульптор мав погруддя самого письменника. Він подав Вольтера в повний зріст з простирадлом-плащем, що сповзав з плеча та сувоєм в руці, полотно якого вдало прикривало низ старечого черева Вольтера. Оголену і худорляву фігуру старця довершувало усміхнене обличчя письменника, далеке і від мужності філософа, і від античної героїчності. Скульптура вийшла дивацькою. Її виставили в Салоні і розпочався скандал. Глядачів шокували неприпустима патетика фігури і обличчя, неприємна оголеність старечого тіла, що нагадувало скульптурний, анатомічний ескіз. Скульптура викликала регіт, знущання, по Парижу розповсюджували злі епіграми. Адже реалізму і правдивого відтворення для вдалого скульптурного образу — мало навіть при використанні модних засобів.
Фігуру старого філософа Вольтера в умовних шатах, що вдало прикривали все хворобливе, зморшкувате тіло, створить молодий скульптор Гудон, що вдало підхопить реалістичні традиції мистецтва Пігаля. А значне скульптурне обдарування виведе того на нові обрії навіть при використанні модних засобів в власних творах.

## Надгробок в творчості Пігаля

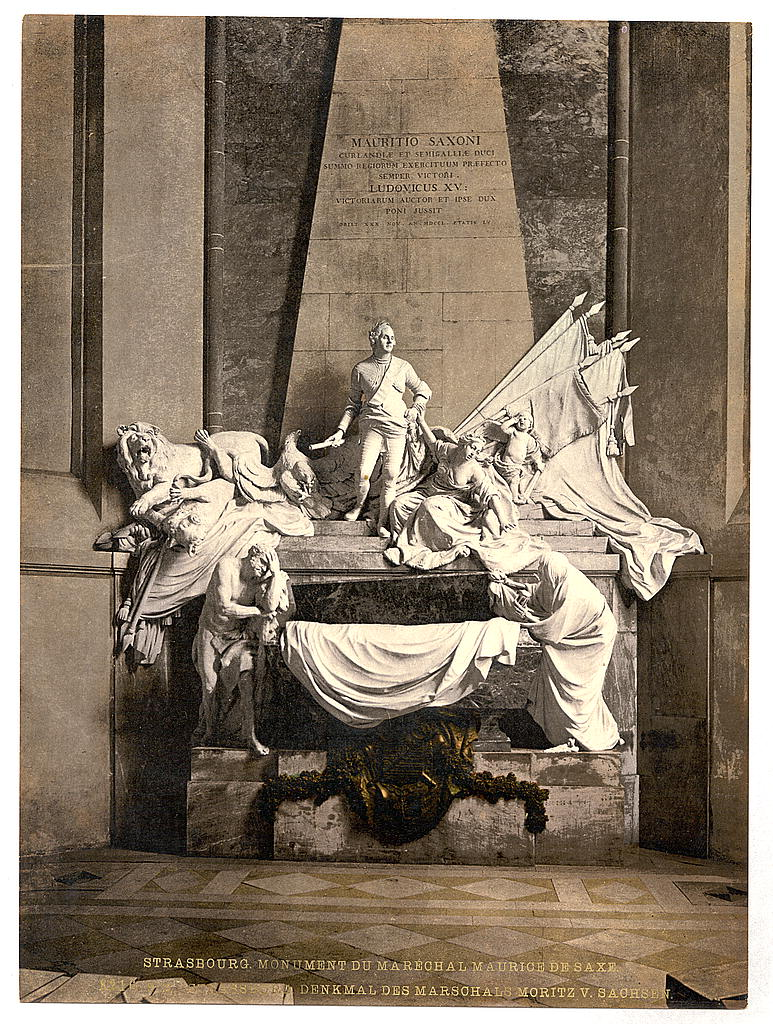
Надгробок Моріца Саксонського
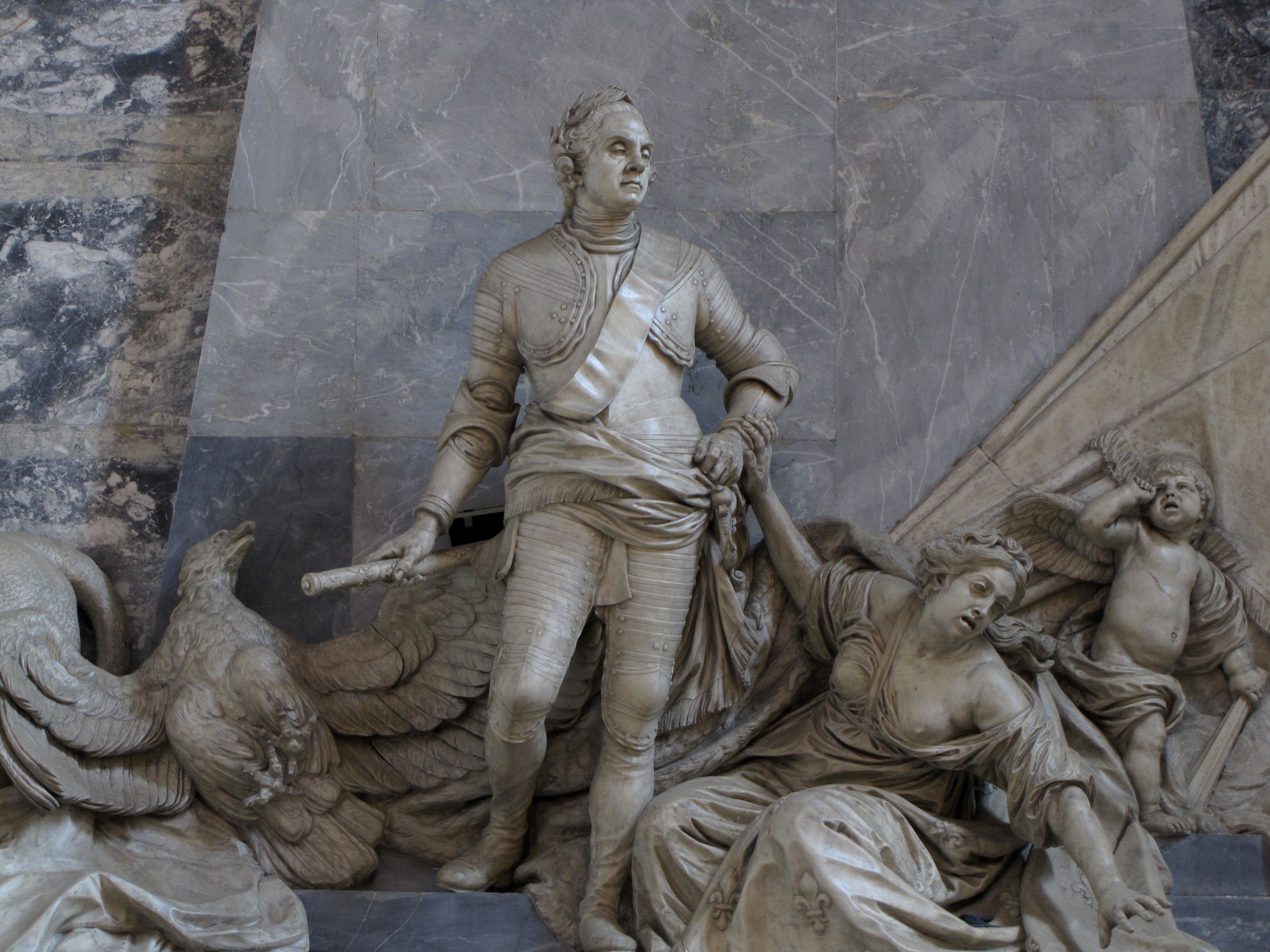
Алегорія захищає маршала від Смерти
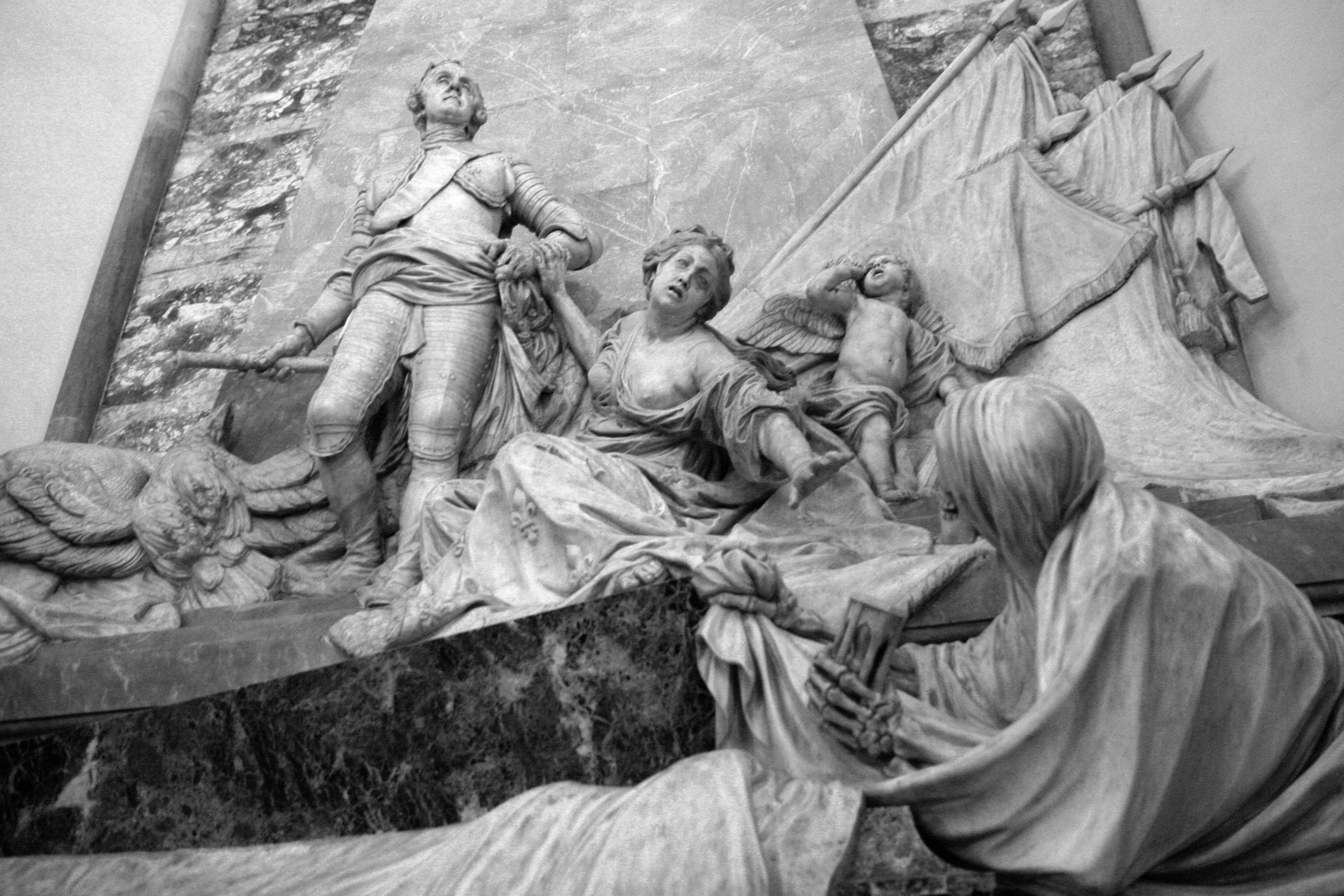
Надгробок закінчений 1777 року
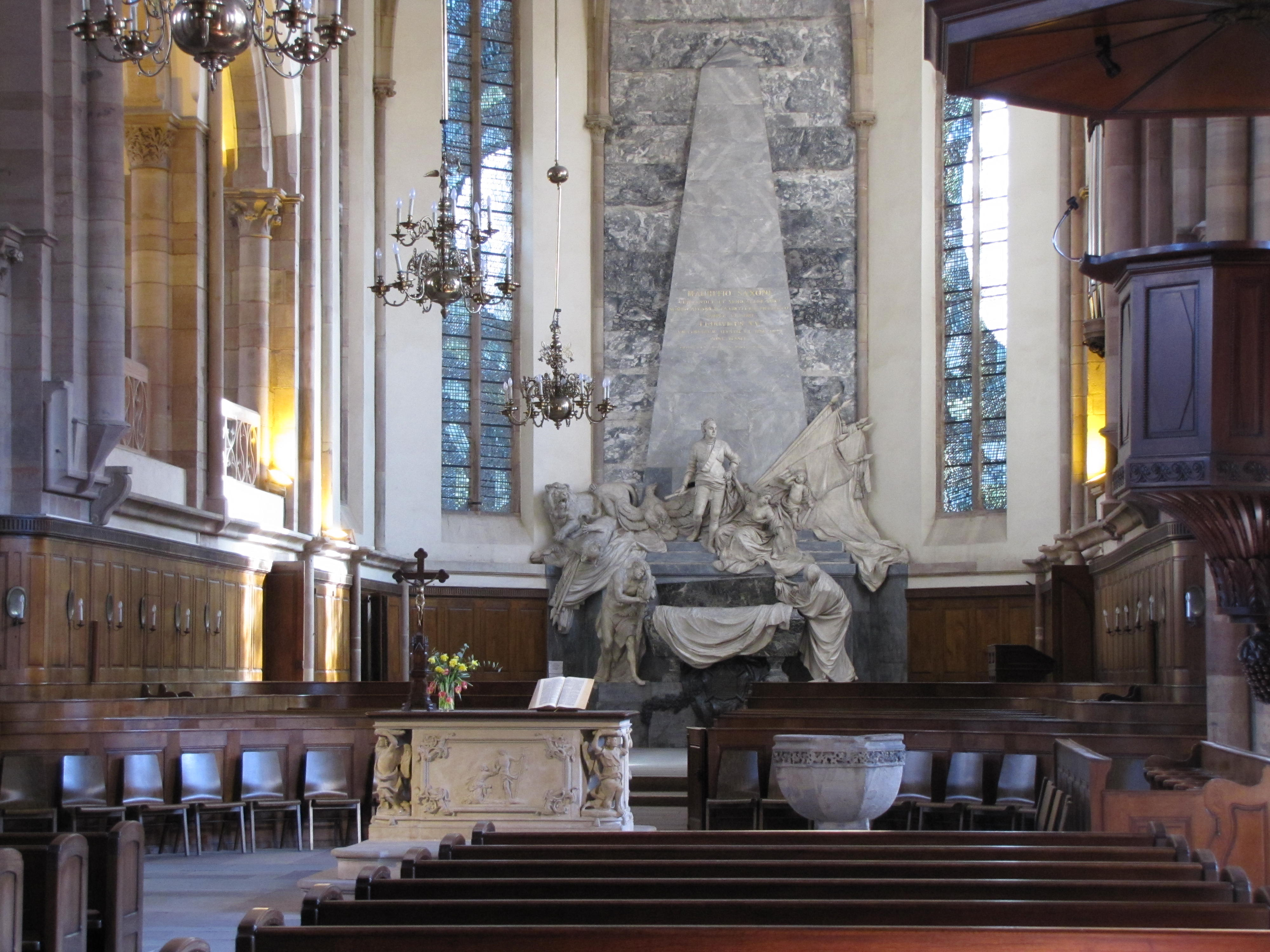
Надгробок Моріца Саксонського, загальний вигляд

Звертався Пігаль і до меморіальної пластики. Серед творів цього жанру — надгробок маршала Франції — Моріца Саксонського. Він неприродний француз, а саксонець за походженням. Моріц був позашлюбним сином курфюрста саксонського Августа Сильного, і батько перевів сина у Францію, що стала його новою батьківщиною. Він обрав військову кар'єру, як найвідповіднішу шляхетним особам його стану.
Оскільки Моріц залишався протестантом, його поховали не в католицькому Парижі, а в місті Страсбург, в церкві Св. Фоми (що була головною лютеранською церквою прикордонного міста). Пишний надгробок Моріца Саксонського, закінчений 1777 року, звернувся до патетичних надгробкових схем бароко. Майстерність скульптора поєднана з бароковим перебільшеннями в намаганні створити пам'ятку-панегірик.

## Вибрані твори
- «Пані Буазо», погруддя, 1745 (не збережено)
- «Меркурій поправляє сандалію», теракота, 1744
- «Пані Кліко-Блерваш», погруддя
- «Мсьє Жорж Гужно», королівський секретар, погруддя, 1748, Австралія
- «Маркіза де Помпадур», 1751, Музей мистецтва Метрополітен, Нью-Йорк
- «Мсьє Ж.-Н. Моро», хірург, теракота, Лувр, Париж
- «Мсьє Герен», хірург, бронза, Лувр, Париж
- «Народна Задовільність», алегорична скульптура, 1765
- «Портрет мсьє Гужно», медальйон для надгробка, 1767
- «Дені Дідро», письменник, філософ, бронза, 1777, Лувр, Париж
- «Амури, що борються за серце»
- Декоративні вази для парків
- Скульптура Мадонни для церкви Ветеранів воєн (Інвалідів за термінологією тої доби)
- Меркурій і Венера, для парку в Сан-Сусі, Берлін
- «Вольтер», погруддя, бронза, відливок 1778 р. створив Томір
- «Оголений Вольтер», 1776, Париж, Бібліотека Інституту
- «Автопортрет», погруддя, теракота, 1780, Лувр, Париж
- «Мсьє Жан-Родольф Перроне», військовий інженер, бронза, 1785, Париж, приватна збірка
- Надгробок герцога д'Аркура, Париж, собор Нотр Дам
- Надгробок полководця Моріца Саксонського, Страсбур, лютеранський собор Св. Фоми

## Вшанування пам'яті
В честь Пігаля названі вулиця і площа Парижу, а також станція метро на відповідній площі. Відповідно завдяки назвам площі і вулиці весь квартал дістав неофіційну назву Пігаль.